# جون أوليفر (راكب الكنو)
جون أوليفر (بالإنجليزية: John Oliver)‏ هو راكب الكنو بريطاني، ولد في 12 يناير 1943.

## وصلات خارجية
- جون أوليفر على موقع أوليمبيديا (الإنجليزية)
- جون أوليفر على موقع اللجنة الأولمبية البريطانية (الإنجليزية)